# Acanthocalycium thionanthum
Acanthocalycium thionanthum — вид кактусов из рода Акантокалициум.

## Описание
Стебель шаровидный или слегка цилиндрический, зелёный, до 12 см высотой и 6-10 см в диаметре. Рёбер 14.
Радиальных колючек 10, центральных — 1-4, и те, и другие серого цвета, до 1,5 см длиной.
Цветки до 4,5 см длиной, лимонно-жёлтые.

## Распространение
Встречается в Аргентине.